# WiTricity
WiTricity是美国无线充电技术公司，为麻省理工学院的衍生公司，由馬林·索爾賈希克教授于2007年创立，总部位于美国马萨诸塞州沃特敦市。WiTricity打造出了基于磁共振的远程无线供电技术，并提供技术授权和面向新能源汽车无线充电和消费电子产品（如笔记本电脑、手机和电视）的参考设计。

## 历史
WiTricity是麻省理工学院（MIT）的衍生公司，由馬林·索爾賈希克教授于2007年创立，总部位于马萨诸塞州沃特敦市。2014年，WiTricity加入WiPower（又称Alliance For Wireless Power，A4WP）。该联盟后与电力事务联盟合并为AirFuel联盟。同年，Alex Gruzen取代Eric Giler担任公司的首席执行官。Morris Kesler担任公司的首席技术官。
2017年，WiTricity将业务重心从消费技术产品转移至新能源汽车的充电系统。截至2018年，WiTricity已与十几家汽车巨头联合开展研发项目，包括奥迪、马勒和三菱。世界前十大汽车公司有九家是WiTricity的合作伙伴。
2018年，彭博新能源财经将WiTricity评为新能源先锋企业。2019年2月，WiTricity收购高通旗下的Halo无线充电技术，及其资产和知识产权。此次收购囊括1000多项专利和专利申请书，并获得技术设计和许可。高通公司也因此成为WiTricity少数股东。2020年底，MIT和WiTricity就七项无线供电专利，向宾夕法尼亚州的Momentum Dynamics公司提起侵权诉讼。

### 融资
在2011年获得丰田的投资之前，WiTricity就已筹得约1500万美元资金。截至2013年4月，WiTricity共筹得约4500万美元资金。在2015年和2018年的几轮融资后，WiTricity共筹得6800万美元资金。截至2019年初，WiTricity共筹得约8800万美元的风险资本，出资者包括台达电子、富士康、海尔、英特尔、斯伦贝谢和丰田。
2020年，WiTricity筹得3400万美元资金，该轮融资由Stage 1 Ventures牵头，Air Waves Wireless Electricity和三菱子公司三菱商事（美洲）也参与其中。2021年1月，WiTricity延长了该轮融资的周期，额外筹得1800万美元资金。Tony Fadell以个人的形式投资并加入了WiTricity顾问委员会。
2022年8月，WiTricity完成新一轮融资，并筹得6300万美元资金。西门子公司牵头投资2500万美元，并于2022年6月初收购WiTricity的少数股权。韩国未来资产资本、日本能源基金（Japan Energy Fund）以及在前几轮投资中获得收益回报的投资方也加入了这一轮融资。

## 技术
WiTricity打造出了基于磁共振的远程无线供电技术。交流电流经充电站内部的一个电磁线圈形成磁场振荡，另一个线圈则通过同频共振捕捉磁场能量，并由整流器将其以直流电形式输送至电池管理系统。这项无线充电技术能有效穿透各种材料，如石头、水泥、沥青或木材，并保证超过90%的端到端的能量转换效率，与即插充电相当。截至2013—2014年，该技术在为移动设备、乘用车、车队和公共汽车传输电力时就能分别达到10千瓦、6千瓦和25千瓦的功率。WiTricity技术能为新能源汽车提供3.6千瓦到11千瓦的充电功率，为公共汽车等重型车辆则可提供数百千瓦。

### 应用
WiTricity已经与安洁无线科技（Anjie Wireless）、德尔福（安波福）、英特尔、马勒、TDK、丰田和浙江万安科技签订授权协议。经WiTricity授权，Thoratec公司能运用该技术生产可自动充电的心脏泵。WiTricity已展现过无线充电在消费品领域的应用，如笔记本电脑、手机、电视和太阳能电池板接收器。此外，WiTricity演示了该技术在军事领域的应用：士兵在乘坐悍马时可以为其夜视镜头盔无线充电。2017年，戴尔推出Latitude 7285二合一平板/笔记本电脑，这标志着无线充电技术在商业消费品中的首次应用。
2018年，宝马推出530e iPerformance车型，成为首家配备无线充电技术的汽车厂；现代Kona车型随即也采用这项技术。2019年1月，本田和WiTricity共同出席消费电子展，隆重介绍了V2G充电。2020年前推出的迈凯轮Speedtail Hyper-GT车型也使用了该技术。2020年5月，中国发布电动汽车无线充电的国家标准，WiTricity技术就位列其中；WiTricity也在制定国际汽车工程师学会（SAE）的J2954无线电力传输标准时发挥了关键作用。